# Евсеев, Виктор Владимирович
Ви́ктор Влади́мирович Евсе́ев (26 августа 1960, Ленинград) — советский и российский рок-музыкант (певец, бас-гитарист, гитарист, клавишник), автор песен, аранжировщик, преподаватель эстрадного вокала, специалист в области менеджмента шоу-бизнеса.

## Биография
После средней школы окончил музыкальное училище и с начала 1980-х играл в ресторане «Застолье».
С августа 1981 по апрель 1984 года — артист Ленконцерта.
В апреле 1984 года по приглашению покинувшего «Пикник» Евгения Волощука присоединился к его новой группе «Продолжение Следует», с которой Евсеев отыграл на гитаре и басу ровно год.
В тот же период аккомпанировал Владимиру Рекшану в промежутке между двумя составами группы «Город».
В феврале 1985 года Шклярский, с которым тогда остался лишь Александр Савельев, и Волощук с остатками «Продолжения…» вновь объединились, но дальше одного концерта дело не пошло. Вскоре группа «Продолжение Следует» окончательно распалась, а Виктор Евсеев стал единственным из её участников, кто остался со Шклярским в «Пикнике». В своём резюме начало своей работы в группе он датирует январём 1986 года, что, видимо, связано с тем, что именно тогда группа вернулась к концертной деятельности.
Играл в группе вплоть до декабря 1988 году, когда они с клавишником и саксофонистом Юрием Ключанцевым ушли, чтобы сделать свою группу «Замок Зо», где Виктор выступал в качестве бас-гитариста, вокалиста и аранжировщика.
Замок Зо просуществовал год, претерпевая постоянные смены составов. К январю 1990 года Евсеев и Ключанцев вновь остались одни, но тем не менее, они начали делать вторую программу, используя ритм-бокс и синтезаторы и пытаясь найти подходящего гитариста, но в марте 1990, после полутора месяцев поисков оставили эту затею, когда Шклярский предложил им вернуться в Пикник, что они и сделали.
Как отмечает Андрей Бурлака, «Евсеев всегда играл весьма заметную роль в сценических представлениях Пикника, да и его способности аранжировщика, несомненно, были востребованы».
В августе 1996 года Евсеев и Ключанцев вновь покидают группу.
С февраля 1999 по июнь 2002 года работал в «Общественном Благотворительном движении „Золотой Пеликан“», где занимался организацией благотворительных концертов для детей-сирот с участием звёзд эстрады и PR-сопровождение проводимых мероприятий, организация пресс-конференций, написание пресс-релизов.
C ноября 2003 по июль 2004 года работал менеджером проекта в «60 Parallel PR & Promotion Company».
В январе 2007 года приглашён Эдмундом Шклярским в «Пикник» уже как клавишник на место скоропостижно скончавшегося Сергея Воронина. Покинул группу в декабре того же года.